# Chylice-Pólko
Chylice-Pólko – osada w Polsce położona w województwie mazowieckim, w powiecie piaseczyńskim, w gminie Piaseczno.
W latach 1975–1998 miejscowość należała administracyjnie do województwa warszawskiego.